# Cussy-la-Colonne
Cussy-la-Colonne é uma comuna francesa na região administrativa da Borgonha-Franco-Condado, no departamento de Côte-d'Or. Estende-se por uma área de 5,88 km². Em 2010 a comuna tinha 43 habitantes (densidade: 7,3 hab./km²).